# Knagenhielm
Knagenhielm (nyere stavning Knagenhjelm og anglificeret Knagenhelm) er en dansk og norsk adelsslægt, som tilhører lav- og brevadelen. Slægten lever i Norge og USA, men regnes som uddød i Danmark, da ingen medlemmer af slægten for tiden har fast ophold i landet.

## Våben
I blåt skjold en skråstillet, afhugget og kvistet sølv træstamme fulgt på hver side af tre i skråbjælke stillede, seksoddede guld stjerner. Hjelmtegnet er en seksoddet guld stjerne mellem to vesselhorn vekselvis delt i guld og blåt. Medlemmer af slægten anvender også skjoldet med egeblad på stammen.
Før adlingen havde Niels Tygesen Knag i sit segl en træstamme i skjoldet.

## Historie
Lagmand Niels Tygesen Knag (1661-1737) var søn af sorenskriver Tyge Nielsen Castberg (død 1687), som vistnok var fra Jylland, og Maren Nielsdatter Knag, datter af Niels Jacobsen Knag, sorenskriver på Søndmøre. Niels Tygesen Knag blev for sine fortjenester med at hævde norsk territorium over for russerne 21. december 1721 ophøjet i adelstanden med navnet Knagenhielm. Senere medlemmer af slægten har også skrevet sig de Knagenhielm. Navnet Knag stammer formentlig fra gården Knagholt i Torslev Sogn i Dronninglund Herred, Hjørring Amt, eller fra byen Knagstrup i Skader Sogn i Sønderhald Herred, Randers Amt.
Niels Knag havde 1710 af stiftamtmand Iver von Ahnen købt dennes tre sædegårde i Sogn, Kaupanger, Stedje og Losne, af hvilke den første endnu er i slægtens eje. 
Lagmand Niels Knagenhielms ældste søn var kancelliråd Hans Nielsen de Knagenhielm (1696-1741). Han blev 15. april 1713 immatrikuleret ved Københavns Universitet, opholdt sig efter endt studium nogle år i udlandet, før han omkring 1720 vendte hjem og tog Kaupanger som sin bopæl. Der styrede han godserne Stedje og Losne som sin fars fuldmægtig. I 1730 blev Kaupanger og Stedje sædegårde med underliggende gods overdraget Hans de Knagenhielm, som den 20. oktober 1727 var blevet udnævnt til "virkelig Cancelliraad". Hans de Knagenhielm var den første Knagenhielm, som opholdt sig på Kaupanger, hvor han til sin død boede med sin hustru Catharina Elisabeth von der Lippe. Hun overtog efter hans død bestyrelsen af godserne, som da strakte sig over det meste af Sogn og Nordhordaland, indtil sin død i 1771.
Hans Nielsen de Knagenhielm havde sønnerne Niels de Knagenhielm (1723-1788), amtmand Joachim de Knagenhielm (1727-1796), major Hans de Knagenhielm (1733-1785) og kaptajn Henning Didrik Knagenhielm (1738-1811).
Joachim de Knagenhielm var fra 1763 den første amtmand i Nordre Bergenhus Amt (dagens Sogn og Fjordane). En tid var han også amtmand i Nordland.
Niels de Knagenhielm (1723-1788) arvede Kaupanger og var i ægteskab med Dorthea Margrethe Heiberg fader til cand.jur. og sorenskriver Christen de Knagenhielm (1756-1815), som 1796 arvede Kaupanger og 1808 Stedje. En anden søn var Niels de Knagenhielm (1757-1808).
Christen de Knagenhielm var fader til løjtnant og godsejer Niels Joachim Knagenhielm (1796-1852), som var fader til Anne Sophie Dorothea Knagenhjelm (1821-1907). Hun var født før Adelsloven af 1821 og var en af Norges sidste adelige, som havde offentlig anerkendelse som sådan. En søn var Christen Knagenhjelm (1823-1902) til Kaupanger.
Major Hans de Knagenhielm (1733-1785) var fader til løjtnant Hans Knagenhjelm (1785-1831).
Til slægtens senere medlemmer hører hofembedsmand Jacob Roll Knagenhjelm (1858-1932), fra 1926 hofchef hos kong Haakon VII, og departementsråd Kai Ludvig Jacob Knagenhjelm (1898–1987). Den sidstnævnte var gift med børnebogforfatter Ragnhild født Sverdrup Fearnley (1916-1975) fra Mosjøen.
Slægtens gren på Kaupanger har haft en fremtrædende stilling i Sogndal kommune, hvor også tre medlemmer har været ordførere (borgmestre), nemlig godsejer Niels Joachim Knagenhielm (ordfører 1840 til 1841), dennes søn, godsejer Christen Knagenhjelm (1823-1902) (ordfører 1865 og 1870 til 1877) og godsejer Nils Joachim Knagenhjelm (1920-2004) (ordfører 1968 til 1973). Sidstnævnte var også modstandsmand under 2. verdenskrig. Blandt andet var han instrumental i opbygningen af Milorg-gruppen Siskin. Efter at Knagenhjelm i 1949 overtog Kaupangergodset, gjorde han det muligt for husmændene at købe deres jorder.
Knagenhjelm-familien ejer fortsat Kaupanger Hovedgård og kunne i 2011 fejre 300 års jubilæum på gården.